# 柗田千春
柗田 千春（まつた ちはる、1956年（昭和31年）3月3日 - ）は、日本の政治家。茨城県議会議員(1期)、元茨城県潮来市長（2期）。姓は松田とも表記される。

## 来歴
茨城県行方郡潮来町（現・潮来市）出身。日本大学法学部卒。卒業後は衆議院議員額賀福志郎の秘書となる。2007年の潮来市長選挙に立候補し、初当選。2011年は無投票当選。2015年の市長選挙では元市議の原浩道に敗れた。2019年の市長選挙に再び立候補したが、現職の原に敗れた。2022年の茨城県議会議員選挙で潮来市・行方市選挙区から無所属で立候補し、自民党の現職を126票差で下した。2023年に「いばらき自民党」への入会を認められる。